# Elisabeth Stalder
Elisabeth Stalder, auch Elisabeth Stalder-Zimmerli (* 27. Juli 1931 in Liestal), ist eine Schweizer Malerin und Zeichnerin.

## Leben und Werk
Elisabeth Stalder besuchte von 1955 bis 1958 die Allgemeine Gewerbeschule Basel. Sie ist Mitglied der Basler Künstlergesellschaft (BKG) und der Visarte. Ihre Werke stellte sie in Einzel- und Gruppenausstellungen aus und befinden sich in öffentlichen und privaten Sammlungen.